# Willy van der Kuijlen
Willy van der Kuijlen, właśc. Wilhelmus Martinus Leonardus Johannes van der Kuijlen (przed reformą: van der Kuylen), pseud. Skiete Willy oraz Mister PSV (ur. 6 grudnia 1946 w Helmond, zm. 19 kwietnia 2021 w Bredzie) – holenderski piłkarz grający na pozycji napastnika lub ofensywnego pomocnika, przez siedemnaście lat zawodnik PSV Eindhoven.

## Kariera klubowa
Był wychowankiem klubu Helmond Sport, jednak grał tam jedynie w juniorach. Klubem, w barwach którego zadebiutował w Eredivisie, był PSV Eindhoven, a działo się to w sezonie 1964/1965 i już w premierowym sezonie błysnął skutecznością zdobywając 20 goli. Rok później zdobył ich 23 i został pierwszy raz w karierze królem strzelców ligi. Przez kolejne lata niemal cały czas zdobywał ponad 20 goli w lidze, aż w 1970 roku zdobył ich 26, dzięki czemu znów został najlepszym strzelcem Eredivisie. Kolejny indywidualny sukces zawodnik osiągnął w sezonie 1973/1974 po raz trzeci i ostatni zostając najlepszym strzelcem, tym razem z 27 golami na koncie. W tym samym sezonie wygrał swoje pierwsze zespołowe trofeum z PSV, jakim był Puchar Holandii. W 1975 roku van Kuijlen wywalczył swoje pierwsze w karierze mistrzostwo Holandii (zdobył 28 goli, o 2 mniej od króla strzelców Ruuda Geelsa), a rok później dublet (ponownie 28 goli, a Geels 29). W 1978 roku Willy zdobył dwa trofea – mistrzostwo Holandii oraz Puchar UEFA, pierwsze trofeum PSV w historii występów w europejskich pucharach. Z czasem van der Kuijlen był coraz mniej skuteczny, a i PSV nie osiągało już takich sukcesów. W drużynie z Eindhoven grał do września 1981, kiedy podpisał kontrakt do końca sezonu z MVV Maastricht. W piłkę grał jeszcze przez rok – w zespole VV Overpelt w belgijskiej drugiej lidze.
W rozgrywkach Eredivisie zdobył 312 goli, co czyni go najskuteczniejszym w historii graczem ligi. Natomiast w barwach PSV Eindhoven, licząc oficjalne i nieoficjalne rozgrywki, strzelił 685 goli w 844 meczach.
Po zakończeniu kariery został trenerem. W kwietniu 1983 roku został trenerem młodzieży w PSV, a w czerwcu 1993 roku został asystentem trenera PSV.
| Sezon   | Klub           | Kraj     | Rozgrywki            | Mecze | Bramki |
| ------- | -------------- | -------- | -------------------- | ----- | ------ |
| 1964/65 | PSV Eindhoven  | Holandia | Eredivisie           | 27    | 20     |
| 1965/66 | PSV Eindhoven  | Holandia | Eredivisie           | 30    | 23     |
| 1966/67 | PSV Eindhoven  | Holandia | Eredivisie           | 34    | 21     |
| 1967/68 | PSV Eindhoven  | Holandia | Eredivisie           | 32    | 21     |
| 1968/69 | PSV Eindhoven  | Holandia | Eredivisie           | 34    | 11     |
| 1969/70 | PSV Eindhoven  | Holandia | Eredivisie           | 32    | 26     |
| 1970/71 | PSV Eindhoven  | Holandia | Eredivisie           | 30    | 14     |
| 1971/72 | PSV Eindhoven  | Holandia | Eredivisie           | 26    | 6      |
| 1972/73 | PSV Eindhoven  | Holandia | Eredivisie           | 32    | 13     |
| 1973/74 | PSV Eindhoven  | Holandia | Eredivisie           | 34    | 27     |
| 1974/75 | PSV Eindhoven  | Holandia | Eredivisie           | 32    | 28     |
| 1975/76 | PSV Eindhoven  | Holandia | Eredivisie           | 33    | 27     |
| 1976/77 | PSV Eindhoven  | Holandia | Eredivisie           | 32    | 24     |
| 1977/78 | PSV Eindhoven  | Holandia | Eredivisie           | 32    | 13     |
| 1978/79 | PSV Eindhoven  | Holandia | Eredivisie           | 28    | 14     |
| 1979/80 | PSV Eindhoven  | Holandia | Eredivisie           | 28    | 12     |
| 1980/81 | PSV Eindhoven  | Holandia | Eredivisie           | 27    | 8      |
| 1981/82 | PSV Eindhoven  | Holandia | Eredivisie           | 5     | 0      |
| 1981/82 | MVV Maastricht | Holandia | Eredivisie           | 17    | 3      |
| 1982/83 | VV Overpelt    | Belgia   | Tweede Klasse        | ?     | ?      |
|         |                |          | Łącznie w Eredivisie | 545   | 312    |

## Kariera reprezentacyjna
W reprezentacji Holandii van der Kuijlen zadebiutował 23 marca 1966 roku w przegranym 2:4 meczu z RFN. W kolejnych dwóch meczach: z Belgią (3:1) oraz Szkocją (3:0) zdobył 3 gole. Występował między innymi w eliminacjach do mistrzostw świata 1970 czy mistrzostw Europy 1976, w tym w przegranym 1:4 meczu z Polską oraz wygranym 4:1 z Finlandią, w którym strzelił 3 gole. Nie wystąpił jednak w żadnym turnieju o mistrzostwo świata czy Europy. W kadrze Holandii van der Kuijlen rozegrał 22 mecze i strzelił 7 goli.

## Sukcesy
- Mistrzostwo Holandii: 1975, 1976, 1978 z PSV
- Puchar Holandii: 1974, 1976 z PSV
- Puchar UEFA: 1978 z PSV
- Król strzelców Eredivisie: 1966, 1970, 1974